# Onthophagus horrens
Onthophagus horrens là một loài bọ cánh cứng trong họ Bọ hung (Scarabaeidae).